# Heinrich von Oberleithner

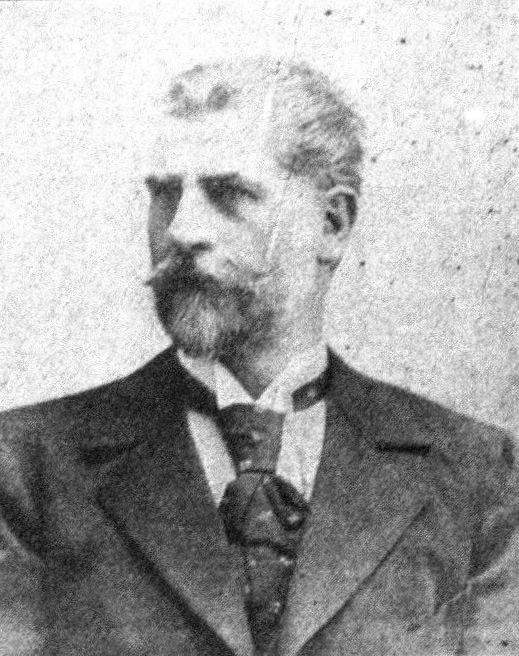
Heinrich von Oberleithner

Heinrich von Oberleithner, auch Heinrich Oberleithner (* 10. Juni 1851 in Wien; † 5. Januar 1920 ebenda), war ein österreichischer Politiker der  Deutschen Volkspartei und der Deutschen Nationalpartei (DnP).

## Ausbildung und Beruf
Nach dem Besuch der Volksschule besuchte er ein Gymnasium. Danach absolvierte er das Studium der Rechte. Er wurde Advokat, Offener Gesellschafter der Firma Ed. Oberleithner & Söhne und Kommerzialrat.

## Politische Funktionen
- 1907–1918: Abgeordneter des Abgeordnetenhauses im Reichsrat (XI. und XII. Legislaturperiode), Wahlbezirk Schlesien 2, Deutscher Nationalverband
- Abgeordneter zum Mährischen Landtag
- Mitglied der Handels- und Gewerbekammer in Olmütz

## Politische Mandate
- 21. Oktober 1918 bis 16. Februar 1919: Mitglied der Provisorischen Nationalversammlung, DnP